# HMS Queen Elizabeth (2014)
HMS Queen Elizabeth (R08) – współczesny brytyjski lotniskowiec, główna jednostka typu Queen Elizabeth. Wszedł do służby w Royal Navy w 2017 roku. Przenosi około 40 samolotów i śmigłowców. Wraz z bliźniaczym „Prince of Wales” stanowią największe okręty zbudowane dla marynarki brytyjskiej.

## Budowa
Prace projektowe nad nowymi lotniskowcami brytyjskimi programu CVF (Carrier Vessel Future), mającymi zastąpić lekkie lotniskowce typu Invincible, prowadzono od 1998 roku. Rozważano różne koncepcje, lecz ostatecznie zdecydowano się na okręty o wyporności 40 000 ton, w układzie STOVL – przystosowane do operowania z nich nowych samolotów pionowego i krótkiego startu i lądowania przy pomocy skoczni dziobowej (ang. ski-jump). Jako samolot już w 2002 roku wskazano amerykański myśliwiec wielozadaniowy Lockheed F-35B Lightning II. Projektowanie i budowa lotniskowców zostały zlecone konsorcjum Aircraft Carrier Alliance (ACA), tworzonemu głównie przez przedsiębiorstwa BAE Systems i Thales UK. Po fazie koncepcyjnej i demonstracyjnej projektu, 3 lipca 2008 roku Ministerstwo Obrony zawarło umowę z konsorcjum ACA na budowę dwóch lotniskowców. Według pierwotnych planów, okręty miały być ukończone w lipcu 2015 i w 2016 roku, lecz budowa się opóźniła z różnych powodów, a koszty programu wzrosły do 6,2 miliarda funtów za oba okręty.

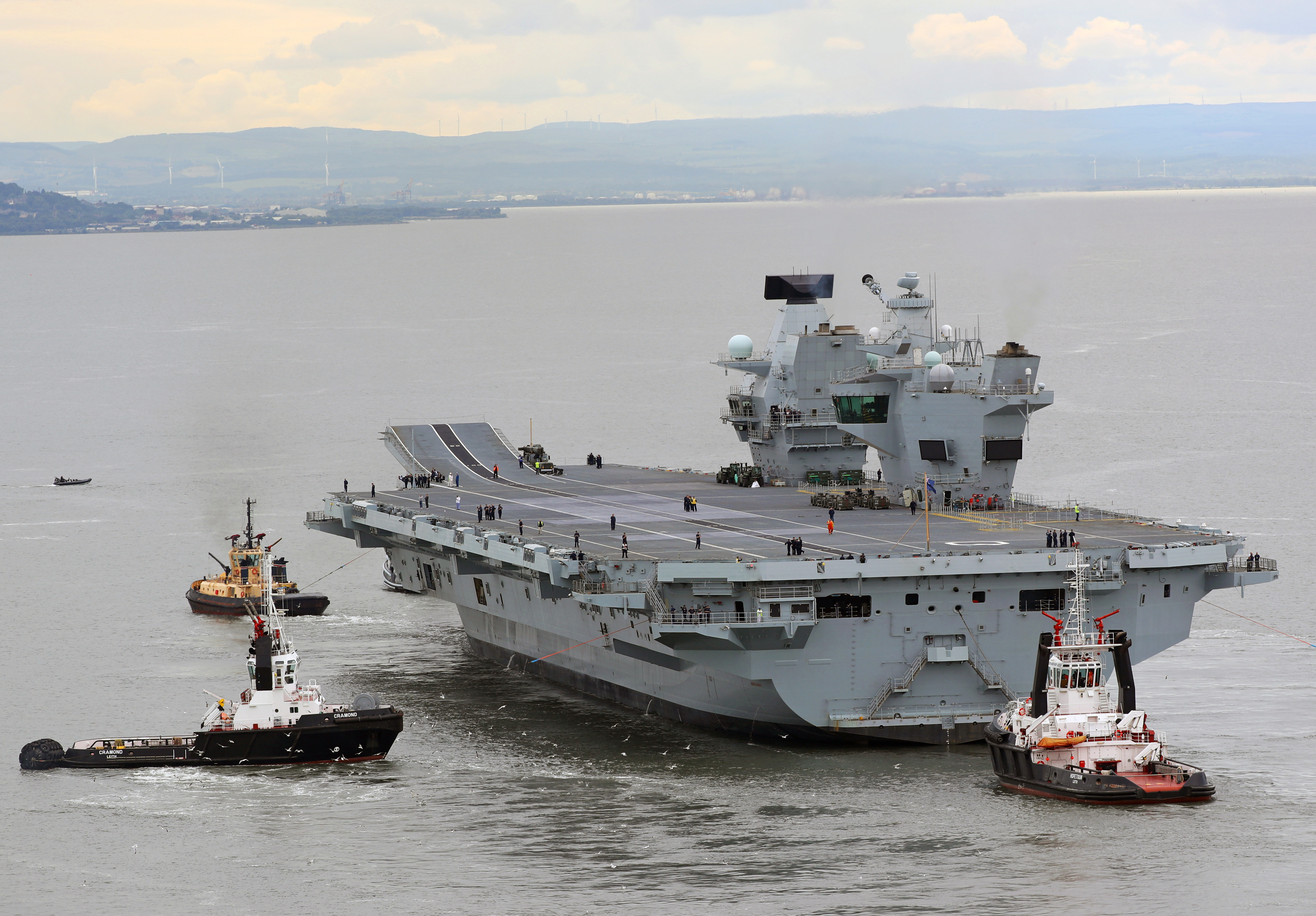
HMS „Queen Elizabeth” wypływa w próbny rejs, 2017

Budowa była prowadzona metodą blokową, z modułów prefabrykowanych w ośmiu stoczniach i następnie transportowanych drogą morską i scalanych w suchym doku stoczni Babcock Marine w Rosyth. Cięcie blach na pierwszy z okrętów, uznane za położenie stępki, rozpoczęło się uroczyście w Govan 7 lipca 2009 roku. Budowę kadłuba zakończono w listopadzie 2013 roku, montując jako ostatni blok skoczni dziobowej, a 17 lipca 2014 roku okręt opuścił suchy dok, co stanowiło wodowanie. 4 lipca 2014 roku w Rosyth miała miejsce ceremonia chrztu jednostki, symbolicznie kończąca budowę okrętu. Otrzymał on tradycyjne imię w marynarce brytyjskiej HMS „Queen Elizabeth” (pol. Królowa Elżbieta), noszone wcześniej m.in. przez pancernik z obu wojen światowych. Chrztu dokonała królowa Elżbieta II, rozbijając o dziób butelkę szkockiej whisky zamiast tradycyjnego szampana. Następnie okręt znajdował się w trakcie montażu i integrowania wyposażenia. 26 czerwca 2017 roku „Queen Elizabeth” wypłynęła na próbny rejs.
7 grudnia 2017 roku w Portsmouth odbyła się uroczystość wprowadzenia lotniskowca „Queen Elizabeth” do służby w Royal Navy, z udziałem królowej Elżbiety II.

## Skrócony opis

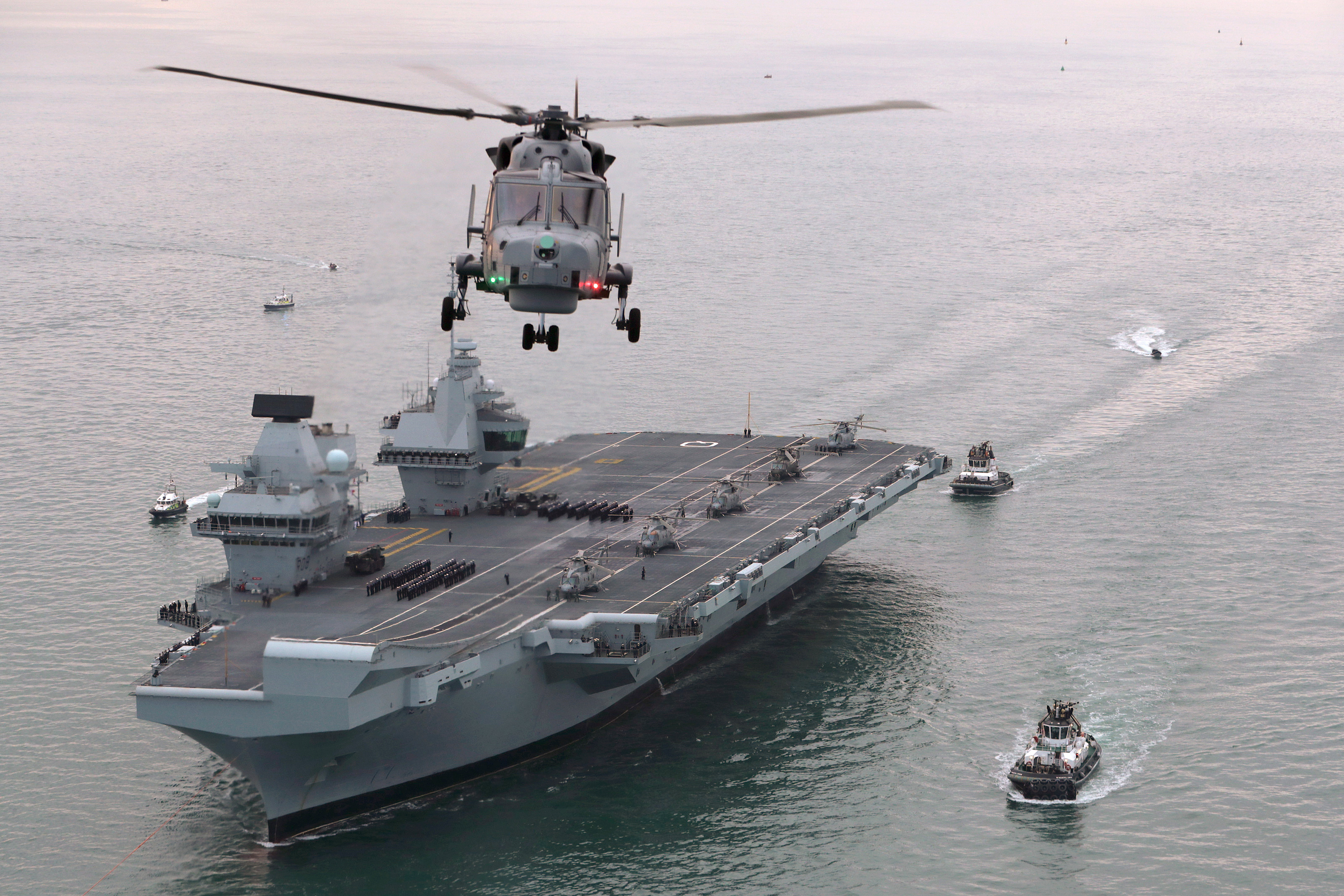
Śmigłowiec Wildcat nad HMS „Queen Elizabeth”, 2019

Kadłub okrętów typu Queen Elizabeth ma 280 m długości (284 m według innych danych). Szerokość kadłuba na linii wodnej wynosi 39 m, a maksymalna 73 m. Zanurzenie okrętów wynosi 11 metrów przy wyporności pełnej. Wyporność pełna określana jest na 65 000 ton.
Architektura okrętów jest typowa dla powojennych lotniskowców uderzeniowych, z dużymi nawisami pokładu lotniczego na sponsonach nad oboma burtami i nadbudówkami przesuniętymi na prawą stronę pokładu, lecz ma także unikalne cechy. Pokład lotniczy ma długość 282 m, szerokość do 67 m i zachowuje maksymalną szerokość aż do rufy. Na samym dziobie po lewej stronie pokład wznosi się w formie oprofilowanej skoczni (ang. ski-jump) pod kątem 13°. Unikalną cechą okrętów tego typu jest zastosowanie dwóch osobnych wyspowych nadbudówek podobnej wielkości. Dowodzenie okrętem odbywa się z nadbudówki dziobowej, a operacjami lotniczymi – z nadbudówki rufowej, lecz w razie uszkodzenia każda może przejąć zadania drugiej. Hangar pod pokładem lotniczym ma wymiary 168,4 × 29,04 m lub według innych danych 155 × 33,5 m. Może on pomieścić 20 samolotów F-35. Dwie zewnętrzne windy dla samolotów umieszczone na skraju pokładu po prawej stronie, między nadbudówkami i za tylną nadbudówką.
Przewidywana grupa lotnicza w razie działań wojennych do celów uderzeniowych może liczyć 36 myśliwców wielozadaniowych Lockheed F-35 Lightning i cztery śmigłowce Merlin. Normalnie w czasie pokoju ma stacjonować 12 samolotów. Grupa do zadań pełnomorskiej ochrony floty (Maritime Force Protection) liczy 12 samolotów F-35B, 9 śmigłowców zwalczania okrętów podwodnych Merlin HM.2 i 5 śmigłowców wczesnego ostrzegania i  kierowania Merlin HM.2 ASaC z systemem radarowym Crowsnest. Do działań przybrzeżnych (Litoral Manoeuvre) można przenosić śmigłowce wojsk lądowych dla wsparcia piechoty morskiej, np. 12 transportowych Merlin HC.4, 6 wielozadaniowych Wildcat AH.1, 3 transportowe Chinook HC.2 i 8 armijnych szturmowych WAH-64 Apache.  

## Służba
Pierwszym dowódcą został kontradmirał Jerry Kyd. Jeszcze przed formalnym wejściem do służby 7 grudnia 2017 roku okręt przechodził próby morskie i szkolenie załogi. W ich trakcie, w sierpniu 2017 wziął udział w międzynarodowych manewrach na Atlantyku Saxon Warrior 2017, między innymi ćwicząc pływanie w szyku i procedury z amerykańskim lotniskowcem USS „George H.W. Bush”. Przez pierwszy okres po wejściu do służby załoga zajmowała się przygotowywaniem do uzyskania przez okręt i jego systemy gotowości bojowej. Wiązało się to z przyjęciem do służby brytyjskiej całkiem nowego typu samolotu pionowego i krótkiego startu i lądowania. 25 września 2018 u wybrzeży USA doszło do pierwszych testowych lądowań amerykańskich samolotów F-35B. W toku dalszych testów, 16 grudnia 2019 roku jeden z F-35B wystartował z lotniskowca zakotwiczonego w Portsmouth, obserwowany przez widzów, co było pierwszym startem na wodach brytyjskich.
9 czerwca 2020 na lotniskowcu wylądowały pierwsze operacyjne F-35B dywizjonu 617 RAF Dambusters. We wrześniu zaokrętowano na pokładzie drugą eskadrę F-35B, tym razem z amerykańskiego dywizjonu VMFA-211 lotnictwa Marines (łącznie 14 samolotów obu eskadr). W składzie grupy lotniczej znalazło się ponadto 8 śmigłowców Merlin Mk2. Lotniskowiec wraz z okrętami eskorty z kilku krajów NATO utworzył lotniskowcową grupę bojową CSG 21 (Carrier Strike Group). W październiku 2020 roku uderzeniowa grupa lotniskowcowa z lotniskowcem „Queen Elizabeth” i okrętami towarzyszącymi osiągnęła gotowość operacyjną, biorąc udział w międzynarodowych manewrach Joint Warrior na północnym Atlantyku. 
W listopadzie 2021 roku w ramach ćwiczeń interoperacyjności na Morzu Śródziemnym, na „Queen Elizabeth” lądowały dwa włoskie F-35B, a dwa amerykańskie F-35B z VMFA-211 lądowały na włoskim lekkim lotniskowcu „Cavour”. 9 grudnia 2021 roku zakończył się pierwszy rejs operacyjny grupy CSG 21. Na okręcie bazowało 8 brytyjskich i 10 amerykańskich F-35B z wyżej wymienionych dywizjonów, lecz w trakcie rejsu został utracony na Morzu Śródziemnym w wypadku jeden brytyjski F-35B.
Według wcześniejszych założeń, w związku z wejściem do służby bliźniaczego nowszego lotniskowca „Prince of Wales”, po 2022 roku „Queen Elizabeth” miała być z powodów oszczędności finansowych wycofana do stanu rozszerzonej gotowości (umożliwiającej wejście do służby czynnej w czasie 3-6 miesięcy), a w latach 2025–2027 ma przejść modernizację do standardu nowszego z okrętów.
Jesienią 2022 roku „Queen Elizabeth” złożyła wizytę w USA i w dniach 28–29 września na jej pokładzie odbyła się konferencja Atlantic Future Forum w Nowym Jorku. Do kraju wróciła 14 października, po czym w listopadzie złożyła wizytę w Oslo. Grupa lotnicza na pokładzie obejmowała wówczas osiem F-35B, pięć śmigłowców Merlin i dwa Wildcat. Lotniskowiec następnie stacjonował w Rosyth, będąc w stanie podwyższonej gotowości operacyjnej. 